# چوبک (سرده)
چوبک (نام علمی: Acanthophyllum) نام یک سرده از تیرهٔ میخکیان است. این جنس در ایران ۳۲ گونه گیاه بوته‌ای اغلب پشته‌ای دارد که در ارتفاعات کوهستانی و بیابانی می‌روید.

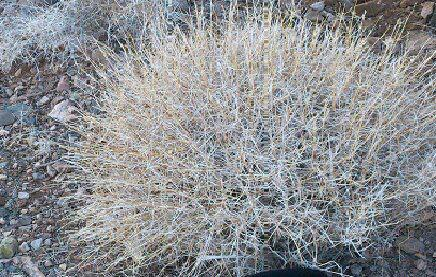
Acanبیخ Bikhدر ایران